# Firlot
Firlot là một đơn vị đo khô được sử dụng ở Scotland. Trong nhiều thế kỷ, nó là đơn vị chính cho tất cả các loại ngũ cốc được bán trong nước. Trong hệ thống của Scotland, một firlot bằng 4 peck, và boll bằng 4 firlot.
Nỗ lực đầu tiên của Nghị viện Scotland để xác định firlot là vào năm 1426. Họ đặt nó là 1.200 inch khối Scotland hoặc 19,98 lít, nhưng thực tế, thể tích chính xác tiếp tục được xác định bởi tùy địa phương và đa dạng trên toàn quốc.
Trong những năm qua, định nghĩa chung dường như đã tăng lên. Theo một đạo luật của Nghị viện Scotland năm 1617, firlot Linlithgow của ủy viên đã trở thành tiêu chuẩn cho toàn bộ Scotland, nhưng trên thực tế, hai đơn vị được xác định cho các mặt hàng khác nhau. Loại đầu tiên, trong đó có 21 pint và một cốc nước Leith, (khoảng 35 lít) dành cho lúa mì, đậu Hà Lan, đậu, lúa mạch đen và muối trắng, các mặt hàng đã được bán bằng cách đánh hoặc đo mức. Firlot thứ hai, chứa 31 pint nước, khoảng 50 lít, là cho yến mạch, lúa mạch và mạch nha, được bán bằng biện pháp chất đống. Các pint được đề cập là bình Scottish Sterling.
Phép đo này trở nên ít phổ biến hơn vào năm 1696 khi luật được thông qua đòi hỏi tất cả bột yến mạch phải được bán theo trọng lượng chứ không phải là phép đo. Cuối cùng nó biến mất với sự ra đời của các đơn vị Hoàng gia theo Đạo luật Trọng lượng và Đo lường 1824.